# Strefy umiarkowane

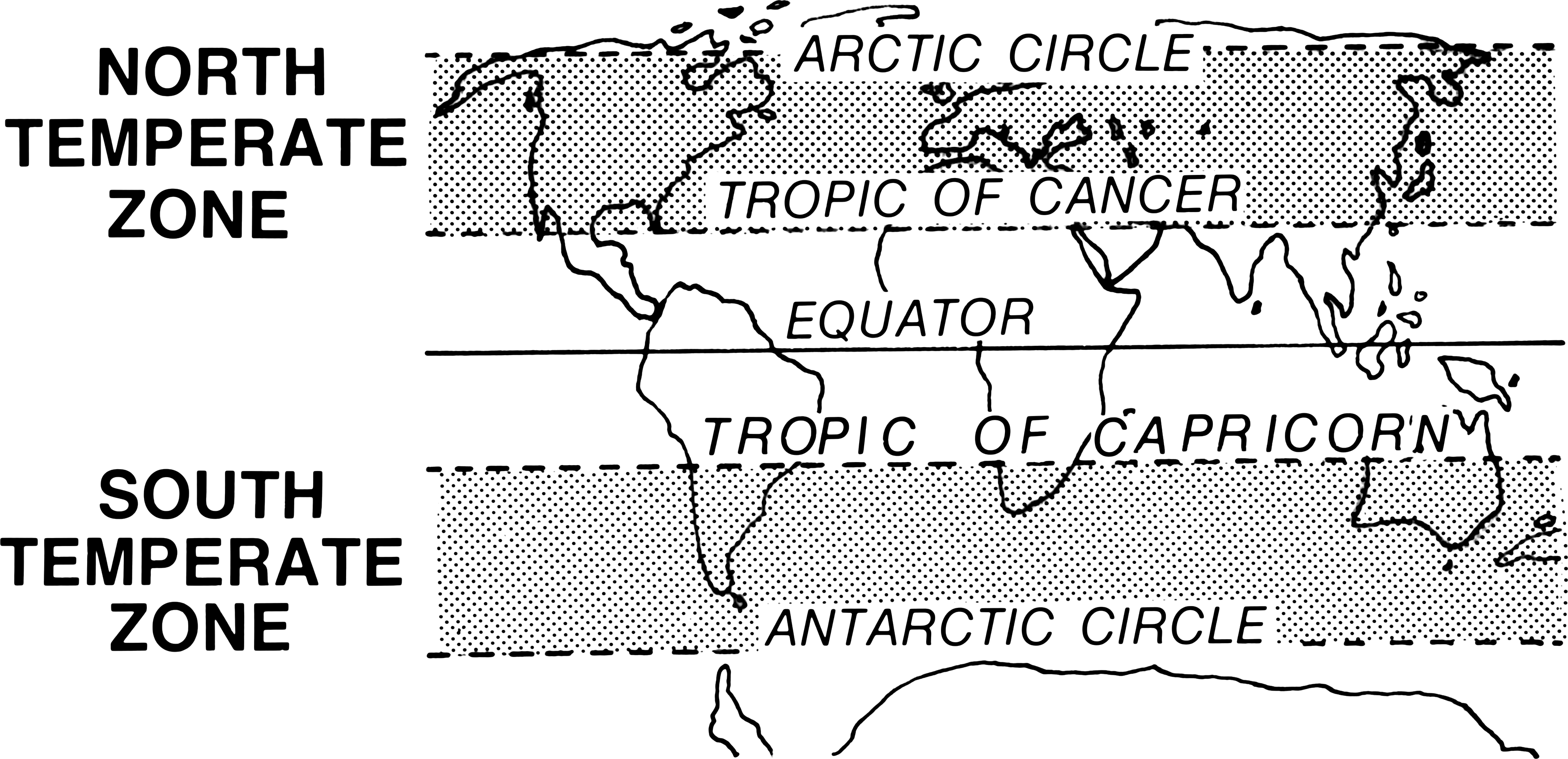
Strefy umiarkowanych szerokości zaznaczone szrafurą (kropkowaniem)

Strefy umiarkowane, ściślej strefy umiarkowanych szerokości geograficznych – strefy oświetlenia kuli ziemskiej, obejmujące obszary na obu półkulach położone między zwrotnikami a kołami podbiegunowymi, sąsiadując ze strefami podbiegunowymi i strefą międzyzwrotnikową. W rocznym przebiegu promieniowania słonecznego strefa umiarkowana północna i południowa otrzymuje jego najwięcej w półroczu wiosenno-letnim, gdy dni są długie.
W strefach umiarkowanych szerokości Słońce nigdy nie góruje w zenicie ani nigdy nie występuje dzień polarny i noc polarna. W przesilenie letnie w pobliżu zwrotnika Raka Słońce osiąga prawie 90° wysokości nad horyzontem, a w pobliżu koła podbiegunowego południowego ledwo ponad 0°. W czasie przeciwnego przesilenia Słońce przy zwrotniku świeci prawie 43° nad horyzontem. Oznacza to dużą zmienność roczną trwania dnia i nocy. Przykładowo w Polsce najdłuższy dzień (pierwszy dzień kalendarzowego lata) trwa od 16 godzin i 10 minut na południu do 17 godzin i 20 minut na północy, natomiast najkrótszy (pierwszy dzień kalendarzowej zimy) jest na północy - krótszy o ponad 10 godzin, a na południu o prawie 8 godzin.   
W strefach umiarkowanych tworzą się atmosferyczne komórki Ferrela i masy powietrza polarnego. Strefy te do pewnego stopnia pokrywają się ze strefami klimatu umiarkowanego, ale też podzwrotnikowego.